# Stefan Rusch
Stefan Rusch (Groningen, 31 mei 1993) is een Nederlandse Paralympisch atleet, die zich heeft gespecialiseerd op de 100m en 200m Wheelen.

## Biografie
Rusch won tijdens de wereldkampioenschappen in 2011, die werden gehouden in het Nieuw-Zeelandse Christchurch, twee bronzen medailles. In juni 2012 kwalificeerde Rusch zich tijdens de Europese kampioenschappen atletiek in Stadskanaal voor de Paralympische Zomerspelen 2012 in Londen. Tijdens dit EK aangepast atletiek won Rusch goud op de 100 m en 200 m wheelen. Tijdens de Paralympische Zomerspelen 2012 behaalde hij op zowel de 100 m als de 200 m een zesde plaats. Tijdens de wereldkampioenschappen in 2013, die werden gehouden in Lyon, Frankrijk, won hij een bronzen medaille op de 100 m. Tijdens de Europese kampioenschappen in Swansea, Wales in 2014 viel hij met een vierde plaats op de 100 m en 200 m net buiten de prijzen. Rusch komt uit in de Klasse T34.
In het dagelijkse leven is Rusch fulltime atleet.

## Persoonlijke records
| Discipline | Klasse | Prestatie  | Plaats  | Datum            | Opmerkingen       |
| ---------- | ------ | ---------- | ------- | ---------------- | ----------------- |
| 100 m      | T34    | 15,72 s    | Arbon   | 30 mei 2019      | Nederlands Record |
| 200 m      | T34    | 28,26 s    | Arbon   | 05 augustus 2018 | Nederlands Record |
| 400 m      | T34    | 56,46 s    | Nottwil | 26 mei 2018      | Nederlands Record |
| 800 m      | T34    | 01:54,16 s | Arbon   | 05 augustus 2018 | Nederlands Record |

## Uitslagen

### Wereldkampioenschappen
| Evenement         | Resultaat | Onderdeel |
| ----------------- | --------- | --------- |
| Christchurch 2011 | brons     | 100 m     |
| Christchurch 2011 | brons     | 400 m     |
| Lyon 2013         | brons     | 100 m     |

### Europese Kampioenschappen
| Evenement        | Resultaat | Onderdeel |
| ---------------- | --------- | --------- |
| Stadskanaal 2012 | goud      | 100 m     |
| Stadskanaal 2012 | goud      | 200 m     |